# أديلار لانجفان
أديلار لانجفان هو قسيس كندي، ولد في 23 أغسطس 1855 في مونتيريجي في كندا، وتوفي في 15 يونيو 1915 في مونتريال في كندا.